# Derolus paradilatatus
Derolus paradilatatus là một loài bọ cánh cứng trong họ Cerambycidae.